# 明日が笑った。/パステルカラーの奇跡
「明日が笑った。/パステルカラーの奇跡」（あしたがわらった/パステルカラーのきせき）は、Chicoと佐藤裕美によるスプリット・シングル。Chicoの1枚目のシングル、および佐藤の通算5枚目のシングルとして2003年12月19日にSpirit Speakから発売された。

## 概要
ウィルプラス・XEROによる共同ブランド・Spirit Speakが開発したゲームソフト『あののの。～君と過ごしたあの日あの時あの未来～』の主題歌を収録したシングル。2003年12月12日発売のソフト初回限定盤に特典CDとして同梱され、12月19日に別売一般販売された。
表題曲の「明日が笑った。」はゲームのオープニングテーマとして使用され、Chico（現: 井上直美）が歌唱を担当し、デビュー曲となった。
もう一つの表題曲の「パステルカラーの奇跡」はエンディングテーマとして使用され、佐藤ひろ美が歌唱を担当している。本曲への佐藤の参加について、Spirit SpeakのプロデューサーMOKAは「物語の結末に、新しい物語（人生）の始まりをイメージさせるような前向きで明るく、そして心に沁みるような感じの歌を歌っていただきました。」と述べている。

## シングル収録内容
| #         | タイトル                                     | 作詞      | 作曲・編曲 | 歌唱      | 時間  |
| --------- | -------------------------------------------- | --------- | ---------- | --------- | ----- |
| 1.        | 「明日が笑った。」                           | mobo      | 小池雅也   | Chico     | 3:32  |
| 2.        | 「パステルカラーの奇跡」                     | 紗英      | 藤間仁     | 佐藤裕美  | 4:05  |
| 3.        | 「明日が笑った。」(カラオケバージョン)       |           |            |           | 3:32  |
| 4.        | 「パステルカラーの奇跡」(カラオケバージョン) |           |            |           | 4:03  |
| 合計時間: | 合計時間:                                    | 合計時間: | 合計時間:  | 合計時間: | 15:12 |

## 収録アルバム
| 曲名                 | 収録アルバム                     | 発売日        | 備考 |
| -------------------- | -------------------------------- | ------------- | ---- |
| パステルカラーの奇跡 | flower -feel vocal showcase:001- | 2004年2月19日 |      |